# Glas Maol
Glas Maol – szczyt w paśmie Lochnagar, w Grampianach Wschodnich. Leży w Szkocji, w hrabstwie Angus. 